# Club 30 × 40
El Club 30 x 40 fue una asociación fotográfica parisina creada en 1952 por Roger Doloy que terminó sus actividades y se disolvió en 1998. Desde su creación se encontró próximo a los planteamientos de la fotografía subjetiva.

## Actividades
Se reunía cada jueves en un local cerca del Centro Internacional de día de París. Esta reunión consistía en primer lugar en una discusión sobre las exposiciones fotográficas que se habían realizado, a continuación los miembros del grupo acompañados de sus invitados presentaban sus trabajos y seguidamente se hacía una valoración de los mismos. Este club tenía un gran prestigio y los grandes fotógrafos a su paso por París asistían al mismo. Casi todas las semanas se presentaba el trabajo de un reconocido fotógrafo europeo o americano en la reunión, entre otros estuvieron Man Ray, Jeanloup Sieff, Brassaï, Harry Callahan, Georges Rousse, etc. Muchos fotógrafos profesionales han reconocido la influencia de estas reuniones en el desarrollo de su carrera. Su influencia en la fotografía española es bastante importante entre 1955 y 1975.
En 1956 realizó una exposición titulada La photographie espagnole d'aujourd'hui. (La fotografía española de hoy) en la que participaron fotógrafos como Ricard Terré, Oriol Maspons, y otros miembros del grupo AFAL, que supuso un primer conocimiento a nivel internacional de este grupo.
A partir de 1978 comenzó a publicar Cahiers des 30 x 40 en los que se podían leer escritos de Otto Steinert, Doisneau, Izis y otros fotógrafos relevantes.

## Algunos miembros
| - Christiane Barrier - John Batho - Patrice Bouvier - Jean-Philippe Charbonnier - Bernard Chevalier - Alain Cognard - Michel Dheurle - Jean Dieuzaide - Robert Doisneau | - Jean-Claude Gautrand - Léon Herschtritt - Michel Kempf - Bernard Just - Jean-Claude Lemagny - Daniel Masclet - Gérard Moulin - Geo Morange - Bernard Perrine | - Michel Quetin - Marcel Ratinaud - Francis Richard - Willy Ronis - Frank Roussel - Emmanuel Sougez - Jean-Pierre Sudre (presidente honorífico) - Jean-Louis Swiners - Yvette Troispoux - Roger Turqueti |